# Тагипур, Реза
Реза Тагипур — глава Министерства информационных технологий и коммуникаций Ирана и Иранского космического агентства.

## Биография
- Заместитель министра информационных технологий и коммуникаций, глава Иранского космического агентства с 2008 года
- Заместитель управляющего директора «Электронной промышленности» на протяжении 8 лет(2000—2008)
- Председатель правления «Электронной промышленности Шираза» на протяжении 3 лет (2000—2003 годы)
- Председатель правления предприятия оптической промышленности в Исфахане в течение 4 лет
- Председатель правления компании ISIran на протяжении 3 лет
- Заместитель председателя правления и управляющий директор телекоммуникационной компании IEI на протяжении 1,5 лет
- Замдиректора Исследовательской группы в области электроники и телекоммуникаций на протяжении 2 лет
- Руководитель электронной и компьютерной индустрии в Исследовательской группе по электронике и телекоммуникациям
- Член совета «Электронной промышленности Ирана» в течение 13 лет (с 1996 г. по настоящее время)
- Управляющий директор «Электронной промышленности Шираза» на протяжении 5 лет
- Руководитель отрасли безопасности телекоммуникационных систем на протяжении 8 лет
- Руководитель проекта Министерства информационных технологий и коммуникаций для научно-исследовательского института
- Член научного совета иранского научно-исследовательского центра Iran Electronics Research Center на протяжении 3 лет

## Исследовательская и образовательная работа, успехи в области промышленности
- Вел курсы повышения квалификации для руководящих кадров в «Электронной промышленности Ирана»
- Создал Центр по разработке и управлению телекоммуникационными кодерами, спроектировал и произвел более 14 кодеров
- Создал исследовательский центр по изучению электронной войны в «Электронной промышленности Шираза»
- Занимался развитием оптической и лазерной отрасли в «Электронной промышленности Шираза»
- Занимался развитием радиолокационной промышленности, производством микроволновых ламп в «Электронной промышленности Шираза»
- Занимался созданием электронных приборов для морского флота в «Электронной промышленности Шираза»
- Разработал более 10 важнейших видов индустриальной продукции: противотанковую ракетную установку, наблюдатель-корректировщик танкового огня, наземную РЛС, микроволновые лампы высокой мощности и очки ночного видения

## Награды
- Избран лучшим менеджером на девятом фестивале Shahid Rajaee Festival в 2005 году
- Дошел до первой ступени на фестивале Shahid Rajaee Festival в 1996 году
- Удостоился высокой оценки министра обороны за обеспечение за счет внутренних ресурсов и вклад в укрепление боеспособности сил обороны
- Получил высокую оценку командующего ВВС ИРИ за вклад в контроль безопасности и создание сети связи командования в 2005 году
- Был высоко оценен управляющим директором «Электронной промышленности Ирана» за организацию презентации по внедрению различных техник и реализации стратегического плана
- Удостоился высокой оценки генерального директора «Электронной промышленности Ирана» за кодификацию стратегического плана в 2005 году

## Санкции ЕС
24 марта 2012 года Тагипур попал в список лиц, подвергшихся санкциям ЕС за нарушения прав человека в ходе протестов против результатов выборов 2009—2010 гг. По данным Евросоюза он один из высокопоставленных лиц, отвечающих за цензуру и осуществляющих контроль над Интернетом, а также за всеми видами связи (в том числе, за мобильными телефонами). При допросах политзаключенных следователи оперируют информацией, полученной из личной переписки и телефонных разговоров задержанных. В ряде случаев во время протестных демонстраций были блокированы каналы мобильной связи и спутниковое телевидение, и перекрыт или существенно затруднён доступ в Интернет.